# آن تايلور
آن تايلور (بالإنجليزية: Ann Taylor)‏ هي صحفية أمريكية، ولدت في 1945.